# Mary Kenny
Mary Kenny, née le 4 avril 1944 à Dublin, est une journaliste, conférencière et auteure irlandaise. Elle est l'une des membres fondatrices du mouvement de libération des femmes irlandaises, et l'une des premières et plus importantes féministes d'Irlande.

## Biographie

### Jeunesse et vie privée
Mary Kenny naît le 4 avril 1944 à Dublin. Elle grandit à Sandymount, et est renvoyée du pensionnat géré par des religieuses à l'âge de 16 ans. Elle a une sœur, Ursula.
Mary Kenny épouse le journaliste et auteur Richard West en 1974, avec qui elle a deux enfants, Patrick et Ed, tous les deux journalistes.

### Carrière
Elle commence à travailler pour l'Evening Standard londonien en 1966, pour la chronique Londoner's Diary, puis plus tard en tant que chroniqueuse sur d'autres sujets. Elle devient rédactrice de la rubrique féminine pour The Irish Press au début des années 70.
Elle contribue régulièrement aux chroniques de l'Irish Independent et est décrite comme « la grande dame du journalisme irlandais ». Elle vit actuellement en Angleterre. Elle continue d'écrire dans différents journaux et est très présente sur Twitter et son blog.

#### Mouvement de libération des femmes irlandaises
Mary Kenny est l'une des membres fondatrices du mouvement de libération des femmes irlandaises. Même si le groupe n'a pas de représentants officiels, elle est souvent considérée comme la « cheffe » du groupe. En mars 1971, après que l'archevêque de la paroisse de Dublin ait déclaré depuis la chaire que « tout acte contraceptif est toujours mauvais », elle sort de l'église de la rue Haddington en déclarant « C'est un message pastoral inique. C'est honteux et contraire à Humanæ vitæ. C'est une dictature de l'Église ». Dans une lettre à The Irish Times, elle explique son acte en disant que Ian Paisley avait raison : « Home Rule is Rome Rule ».
En 1971, Mary Kenny voyage avec Nell McCafferty, June Levine (en) et d'autres féministes irlandaises dans ce qu'on a appelé le « Contraceptive Train », de Dublin à Belfast, afin d'acheter des préservatifs, alors illégaux en république d'Irlande. Elle déclare dans ses mémoires à propos de ce voyage « e savais qu'il fallait le faire, parce que cela aurait un effet dramatique, sensationnel, voire historique. Mais je me sentais également mal à l'aise à l'idée de le faire. Je savais à quel point ma mère serait bouleversée, mortifiée de voir sa fille faire la une des journaux, et même être identifiée comme une meneuse de jeu, pour un coup d'éclat qui consistait à acheter des préservatifs à Belfast ». Son activité journalistique en faveur des droits des femmes et ses actions avec le mouvement de libération des femmes irlandaises lui valent des critiques de l'église et de politiciens hommes. David Andrews, alors Secrétaire d'État au Département du Taoiseach, déclare que les politiciens « n'avaient pas besoin d'une organisation dirigée par elle [Kenny] pour nous parler de nos obligations envers les épouses abandonnées, envers la mère célibataire ou envers  La position de l'enfant illégitime dans notre société » et ajoute qu'elle « abuse de sa position dans ce pays en tant que rédactrice en chef de l'un de nos journaux nationaux et en tant que membre de Women's Lib ». En réponse, Mary Kenny le décrit comme « un exemple classique de l'homme menacé ».
Plus tard cette année-là, elle retourne à Londres pour devenir rédactrice en chef de l'Evening Standard,.

#### «Discussions ougandaises»
En 1973, Mary Kenny est supposément « découverte dans les bras d'un ancien ministre du Président ougandais Obote lors d'une fête », ce qui a poussé le poète James Fenton à inventer l'euphémisme « discussions ougandaises » pour signifier « rapports sexuels ». L'expression est d'abord utilisée par le magazine satirique Private Eye le 9 mars 1973, mais c'est largement répandue depuis, et est incluse à la liste « Les 10 euphémismes les plus scandaleux » de la BBC en 2013.

## Œuvres
Mary Kenny écrit pour de nombreuses publications en Irlande et en Grande Bretagne, dont l'Irish Independent, The Times, The Guardian, The Irish Catholic, The Daily Telegraph et The Spectator. Elle écrit plusieurs livres sur le féminisme, le catholicisme en Irlande, et une biographie personnelle de William Joyce.
Ray Foster, pour le magazine The Spectator, décrit Crown and Shamrock: Love and Hate between Ireland and the British Monarchy, publié en 2009, comme « typiquement désinvolte, osé et pertinent ». Elle écrit, en 2005, la pièce de théâtre Allegiance, dans laquelle Mel Smith joue Winston Churchill et Michael Fassbender joue Michael Collins lors d'une représentation au Festival d'Édimbourg en 2006. La pièce fait l'objet d'une adaptation cinématographique réalisée par Brian Gilbert en 2005